# Неитх
Неитх је богиња Доњег Египта, ратничка богиња, створитељица, која се идентификује са водама Нуна.
Центар поштовања Неитх је на више места. Била је заштитиница града Зауа из којег датира најстарији податак култа из прве египатске династијеа, а од 26. династије центар је Саис у делти.
Неитх бди над мртвим Озирисом, заједно са Изидом, Нефтис и Селкет. Заштитница је чувара канопа, штити Дуамутефа, у текстовима ковчега се изједначава са доњим светом и назива суђаја мртвих.
Сматрали су је за богињу рата и лова, а као заштитница мушкараца и Богова названа је и Мајка Богова или Велика богиња.

## Приказ
Током прединастичког периода приказују се само две укрштене стреле, постављене на штап.
У ранодинастичком периоду приказује се антропоморфно. На глави су два укрштена лука чији су крајеви повијени ка унутра, а од 5. династије са црвеном круном на глави, као симболом Доњег Египта.
Често је приказивана само са жезлом и анхом у рукама. У аспекту ратничке богиње се увек приказује са луком и стрелом.
Током осамнаесте египатске династије проглашена је са Ханхору, заштитницу жена. Често се од ње тражила мудрост приликом кризних тренутака у Египту. 
У 26. династији када је дошло је до потребе за оживљавањем религије, фараони су сматрали да је најбоље обожавање неког од старијих богова, од којих су изабрали Неитх. 
У каснијем периоду приказује се и зооморфно као крава која лежи са сунчевим диском међу роговима и као змија као заштитница Реа или краља.